# NGC 7349
NGC 7349 est une galaxie spirale barrée située dans la constellation du Verseau. Cette galaxie a été découverte par l'astronome américain Frank Müller en 1886. Sa vitesse par rapport au fond diffus cosmologique est de 4 160 ± 25 km/s, ce qui correspond à une distance de Hubble de 61,4 ± 4,3 Mpc (∼200 millions d'al).
La classe de luminosité de NGC 7349 est II et elle présente une large raie HI. De plus, c'est une galaxie du champ, c'est-à-dire qu'elle n'appartient pas à un amas ou un groupe et qu'elle est donc gravitationnellement isolée.
À ce jour, quatre mesures non basées sur le décalage vers le rouge (redshift) donnent une distance égale à 53,875 ± 6,804 Mpc (∼176 millions d'al), ce qui est à l'intérieur des valeurs de la distance de Hubble. Notons cependant que c'est avec la valeur moyenne des mesures indépendantes, lorsqu'elles existent, que la base de données NASA/IPAC calcule le diamètre d'une galaxie et qu'en conséquence le diamètre de NGC 7349 pourrait être d'environ 35,2 kpc (∼115 000 al) si on utilisait la distance de Hubble pour le calculer.